# Leucèmia monocítica
La leucèmia monocítica és un tipus de leucèmia mieloide caracteritzada per un domini de monòcits a la medul·la. Quan les cèl·lules monocítiques són predominantment monoblastes, es pot subclassificar en leucèmia monoblàstica aguda.
La leucèmia monocítica gairebé sempre es divideix en "aguda" i "crònica":
- Leucèmia monocítica aguda
- Leucèmia mielomonocítica crònica